# Protarchus heros
Protarchus heros là một loài tò vò trong họ Ichneumonidae.